# Marouflage

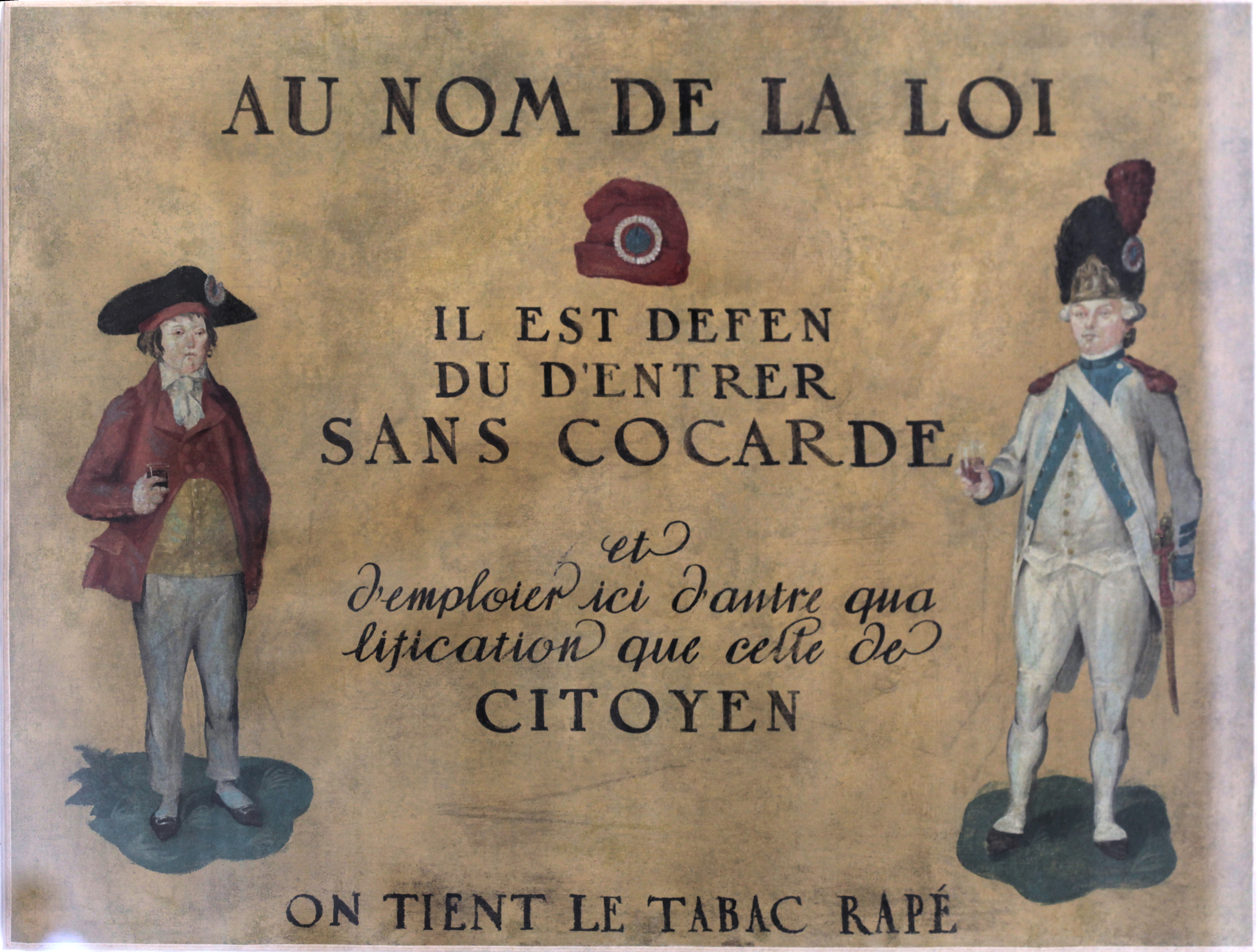
Cartello proveniente da un locale parigino, olio su tela, marouflage su cartone. Collezione del Museo della Rivoluzione francese.

Il marouflage o maruflaggio è una tecnica usata per fissare una superficie leggera (carta o tela) su di un supporto più solido e rigido (tela, tavola di legno, muro). Prende il nome dalla colla resistente impiegata nel procedimento, detta di 'maroufle'.
Questa tecnica millenaria era frequentemente impiegata in pittura e nel restauro artistico, per esempio nel XIX secolo il marouflage si usava in Francia per distaccare gli affreschi dal muro e conservarli su altro supporto. La si ritrova anche nell'arte orientale.
Nella storia dell'aviazione, è stata impiegata anche per la costruzione di aeromobili e la si ritrova tuttora adottata per la fabbricazione di modellini.